# Combles-en-Barrois
Combles-en-Barrois és un municipi francès situat al departament del Mosa i a la regió del Gran Est. L'any 2007 tenia 870 habitants.

## Demografia

### Població
El 2007 la població de fet de Combles-en-Barrois era de 870 persones. Hi havia 356 famílies, de les quals 76 eren unipersonals (20 homes vivint sols i 56 dones vivint soles), 140 parelles sense fills, 136 parelles amb fills i 4 famílies monoparentals amb fills.
La població ha evolucionat segons el següent gràfic:
Habitants censats

### Habitatges
El 2007 hi havia 378 habitatges, 359 eren l'habitatge principal de la família, 3 eren segones residències i 16 estaven desocupats. 354 eren cases i 20 eren apartaments. Dels 359 habitatges principals, 309 estaven ocupats pels seus propietaris, 47 estaven llogats i ocupats pels llogaters i 3 estaven cedits a títol gratuït; 9 tenien dues cambres, 17 en tenien tres, 90 en tenien quatre i 243 en tenien cinc o més. 293 habitatges disposaven pel capbaix d'una plaça de pàrquing. A 134 habitatges hi havia un automòbil i a 204 n'hi havia dos o més.

### Piràmide de població
La piràmide de població per edats i sexe el 2009 era:
| Homes | Edats   | Dones |
| ----- | ------- | ----- |
| 0     | 95 o +  | 0     |
| 0     | 90 a 94 | 0     |
| 0     | 85 a 89 | 8     |
| 4     | 80 a 84 | 0     |
| 8     | 75 a 79 | 12    |
| 4     | 70 a 74 | 4     |
| 16    | 65 a 69 | 20    |
| 40    | 60 a 64 | 24    |
| 16    | 55 a 59 | 36    |
| 40    | 50 a 54 | 48    |
| 56    | 45 a 49 | 40    |
| 40    | 40 a 44 | 44    |
| 24    | 35 a 39 | 32    |
| 8     | 30 a 34 | 24    |
| 16    | 25 a 29 | 4     |
| 20    | 20 a 24 | 0     |
| 32    | 15 a 19 | 28    |
| 40    | 10 a 14 | 48    |
| 20    | 5 a 9   | 16    |
| 0     | 0 a 4   | 12    |

## Economia
El 2007 la població en edat de treballar era de 581 persones, 408 eren actives i 173 eren inactives. De les 408 persones actives 385 estaven ocupades (203 homes i 182 dones) i 23 estaven aturades (11 homes i 12 dones). De les 173 persones inactives 97 estaven jubilades, 47 estaven estudiant i 29 estaven classificades com a «altres inactius».

### Ingressos
El 2009 a Combles-en-Barrois hi havia 365 unitats fiscals que integraven 902 persones, la mediana anual d'ingressos fiscals per persona era de 22.045 €.

### Activitats econòmiques
Dels 19 establiments que hi havia el 2007, 1 era d'una empresa extractiva, 1 d'una empresa alimentària, 4 d'empreses de construcció, 5 d'empreses de comerç i reparació d'automòbils, 2 d'empreses d'hostatgeria i restauració, 3 d'empreses financeres, 2 d'empreses immobiliàries i 1 d'una entitat de l'administració pública.
Dels 6 establiments de servei als particulars que hi havia el 2009, 1 era un taller de reparació d'automòbils i de material agrícola, 1 guixaire pintor, 1 electricista, 2 restaurants i 1 agència immobiliària.
L'únic establiment comercial que hi havia el 2009 era una fleca.
L'any 2000 a Combles-en-Barrois hi havia 7 explotacions agrícoles.

## Equipaments sanitaris i escolars
El 2009 hi havia una escola elemental.

## Poblacions més properes
El següent diagrama mostra les poblacions més properes.